# Flashback (roman)
Pour les articles homonymes, voir Flashback.
Flashback (titre original : Flashback) est un roman de science-fiction de l'écrivain américain Dan Simmons publié en 2011. Le roman a fait l'objet d'une traduction française effectuée par Patrick Dusoulier et parue en mai 2012 aux éditions Robert Laffont.
Flashback est une version augmentée de la nouvelle Flash-back, incluse dans le recueil L'Amour, la Mort publié en 1993.

## Résumé
L’action de ce thriller politique, à l’atmosphère proche du cyberpunk, se déroule vraisemblablement en 2032,,,,, dans un monde où le Moyen-Orient s’est unifié en un vaste califat, à la sphère d’influence duquel appartiennent une Union européenne et un Canada politiquement et économiquement très affaiblis (quant à Israël, il a été atomisé), un monde où le Japon, redevenu une puissance militaire et rétablissant sa structure féodale, mène des opérations guerrières en Chine et en Asie du Sud-Est, et où l’Inde et le Brésil se disputent la place de troisième pôle de cette nouvelle « Triade ».
Les États-Unis, en faillite, sont quant à eux en cours de désintégration et n'ont plus aucune influence politique mondiale. Plusieurs de leurs États ont proclamé leur indépendance, et le Nouveau-Mexique ainsi qu’une partie de la Californie ont été envahis par les Hispaniques de la Reconquista.
Le personnage principal du récit est un certain Nick Bottom, un ex-policier de Denver. À la suite du décès accidentel de sa femme six ans plus tôt, il a commencé à consommer du « flashback », une nouvelle drogue permettant de revivre n’importe quel souvenir dans le moindre détail. Comme lui, une majorité d’Américains de l’époque décrite souffre d’une addiction à cette drogue, ce qui a pour résultat que la plus grande partie de la population fuit en permanence la réalité quotidienne.
Un multimilliardaire japonais, Hiroshi Nakamura, engage Nick Bottom, afin qu’il mène une enquête sur le meurtre de son fils Keigo, non élucidé depuis six ans. Cette investigation mettra en contact l’ex-policier avec les sphères dirigeantes de ce monde et l’amènera à découvrir les secrets du « flashback ».

## Personnages
- Nick Bottom : ancien policier, « accro » à la drogue connue sous le nom de « flashback ».
- Dara Fox-Bottom : épouse de Nick, décédée quelques années plus tôt.
- Val Fox-Bottom : leur fils.
- George Leonard Fox : père de Dara.
- Hiroshi Nakamura : puissant homme politique japonais, dirigeant d'une keiretsu.
- Keigo Nakamura : fils de Hiroshi, assassiné six ans auparavant.
- Hideki Sato : chef de la sécurité de Hiroshi Nakamura, daimyo sous la suzeraineté de celui-ci.

## Éditions
- Flashback, Little, Brown and Company, 1er juillet 2011, 554 p.  (ISBN 978-0-316-00696-5)
- Flashback, Robert Laffont, coll. « Ailleurs et Demain », 10 mai 2012, trad. Patrick Dusoulier, 525 p.  (ISBN 978-2-221-13059-9)
- Flashback, Pocket, coll. « Thriller » no 15580, 10 octobre 2013, trad. Patrick Dusoulier, 795 p.  (ISBN 978-2-266-23884-7)